# Ellery Queen, à plume et à sang
Ellery Queen, à plume et à sang (Ellery Queen) est une série télévisée américaine en un pilote de 92 minutes et en 22 épisodes de 52 minutes, créée par Robert Van Acoyk d'après le personnage éponyme d'Ellery Queen. Le pilote a été diffusé le 23 mars 1975 et la série a été diffusée entre le 11 septembre 1975 et le 4 avril 1976 sur le réseau NBC.
En France, la série a été diffusée à partir du 3 juillet 1989 sur Canal+ puis rediffusée sur TMC peu avant son arrivée sur la TNT, en 2004-2005.

## Synopsis
Cette série met en scène les enquêtes de l'écrivain et détective amateur, Ellery Queen, et de son père policier, dans le New York des années 1940.

## Distribution
- Jim Hutton : Ellery Queen
- David Wayne : Inspecteur Richard Queen
- Tom Reese : Sergent Thomas Velie
- John Hillerman : Simon Brimmer
- Ken Swofford : Frank Flannigan

## Épisodes
Pilote
titre français inconnu (Too Many Suspects) (téléfilm 92 minutes)
Épisodes
1. Meurtre au réveillon (The Adventure of Auld Lang Syne)
2. Le Vertigineux Saut de l’amour (The Adventure of the Lover’s Leap)
3. Les Aventures du chien chinois (The Adventure of the Chinese Dog)
4. La BD assassinée (The Adventure of the Comic Book Crusader)
5. Meurtre dans l’ascenseur (The Adventure of the Twelfh Floor Express )
6. Les Adieux de miss Aggie (The Adventure of Miss Aggie’s Farewell)
7. Mémoires d'un espion (The Adventure of Colonel Niven's Memoirs)
8. Un thé chez les fous (The Adventure of the Mad Tea Party)
9. Les Voiles de Veronica (The Adventure of Veronica's Veils)
10. La Malédiction du Pharaon (The Adventure of the Pharoah's Curse)
11. Le Marteau et l’Enclume d’or (The Adventure of the Blunt Instrument)
12. Les Aventures du faucon noir (The Adventure of the Black Falcon)
13. Duel sur le ring (The Adventure of the Sunday Punch)
14. L’Aventure du savant excentrique (The Adventure of the Eccentric Engineer)
15. La Femme en vert (The Adventure of the Wary Witness)
16. L’Arbre de Judée (The Adventure of the Judas Tree)
17. L'Aventure du funeste scénario (The Adventure of the Sinister Scenario)
18. Le Portrait mystérieux (The Adventure of the Two-Faced Woman)
19. Titre français inconnu (The Adventure of the Tyrant of Tin Pan All)
20. Titre français inconnu (The Adventure of Caesar's Last Sleep)
21. Enquête sur un plateau (The Adventure of the Hard-Hearted Huckster)
22. Du plomb dans l’aile (The Adventure of the Disappearing Dagger)

## Sortie DVD
L'éditeur Elephant Films a sorti l'intégralité des épisodes dans deux coffrets de 4 DVD (Incluant le téléfilm pilote inédit en France) en version française et en version originale sous-titrée le 25 mars 2015.

## Commentaires
- Avant de devenir un héros télévisuel, Ellery Queen a été un personnage de romans et de feuilletons radiophoniques. Il est né, en 1929, de l'imagination d'un auteur de best-sellers, Ellery Queen, pseudonyme derrière lequel se cachaient en réalité deux cousins, Manfred Bennington Lee et Frederic Dannay.
- Il s'agit de la 3e adaptation des romans. La première était Les Aventures d'Ellery Queen, en 1950 avec Florenz Ames.